# Aulacocyclus collaris
Aulacocyclus collaris là một loài bọ cánh cứng trong họ Passalidae. Loài này được Blackburn miêu tả khoa học năm 1896.